# 西インド諸島大学
西インド諸島大学（にしインドしょとうだいがく、英: University of the West Indies, UWI）は西インド諸島の英語を公用語とする17の国と地域が自治・運営する大学である。

## 概要
本学を自治・運営する17の国と地域の構成はイギリス連邦の一員、またはイギリスの海外準州であるアンギラ、アンティグア・バーブーダ、バハマ、バルバドス、ベリーズ、バミューダ諸島、イギリス領バージン諸島、ケイマン諸島、ドミニカ国、グレナダ、ジャマイカ、モントセラト、セントクリストファー・ネイビス、セントルシア、セントビンセント・グレナディーン、トリニダード・トバゴ、タークス・カイコス諸島である。
本学はジャマイカのモナ校、トリニダード・トバゴのセント・オーガスティン校、バルバドスのケイブヒル校の三つのキャンパスがある。さらに、トリニダード・トバゴのマウントホープとジャマイカのモンテゴ・ベイには副キャンパスが、バハマのナッソーにはホテル・観光学部がある。さらに生涯学習分校がその他13の国と地域にあり、住み込みの講師が配置されている。各々のキャンパスには共通の学部として法学部、教育学部、社会科学部がある。また、モナ校とケイブヒル校には医学部、純粋・応用科学部が、セント・オーガスティン校には自然科学部と農学部、医学部、工学部が設置されている。また、2009年現在の在学者数は約36000人である。

## 沿革

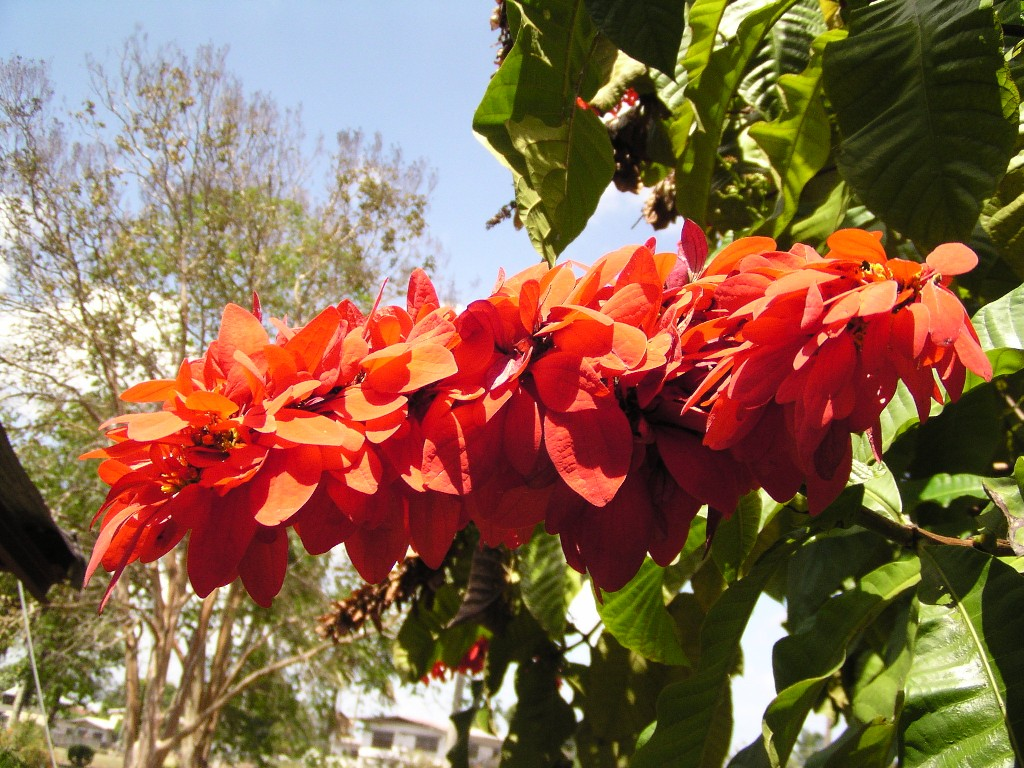
セント・オーガスティン校の庭に咲くチャコニアの花

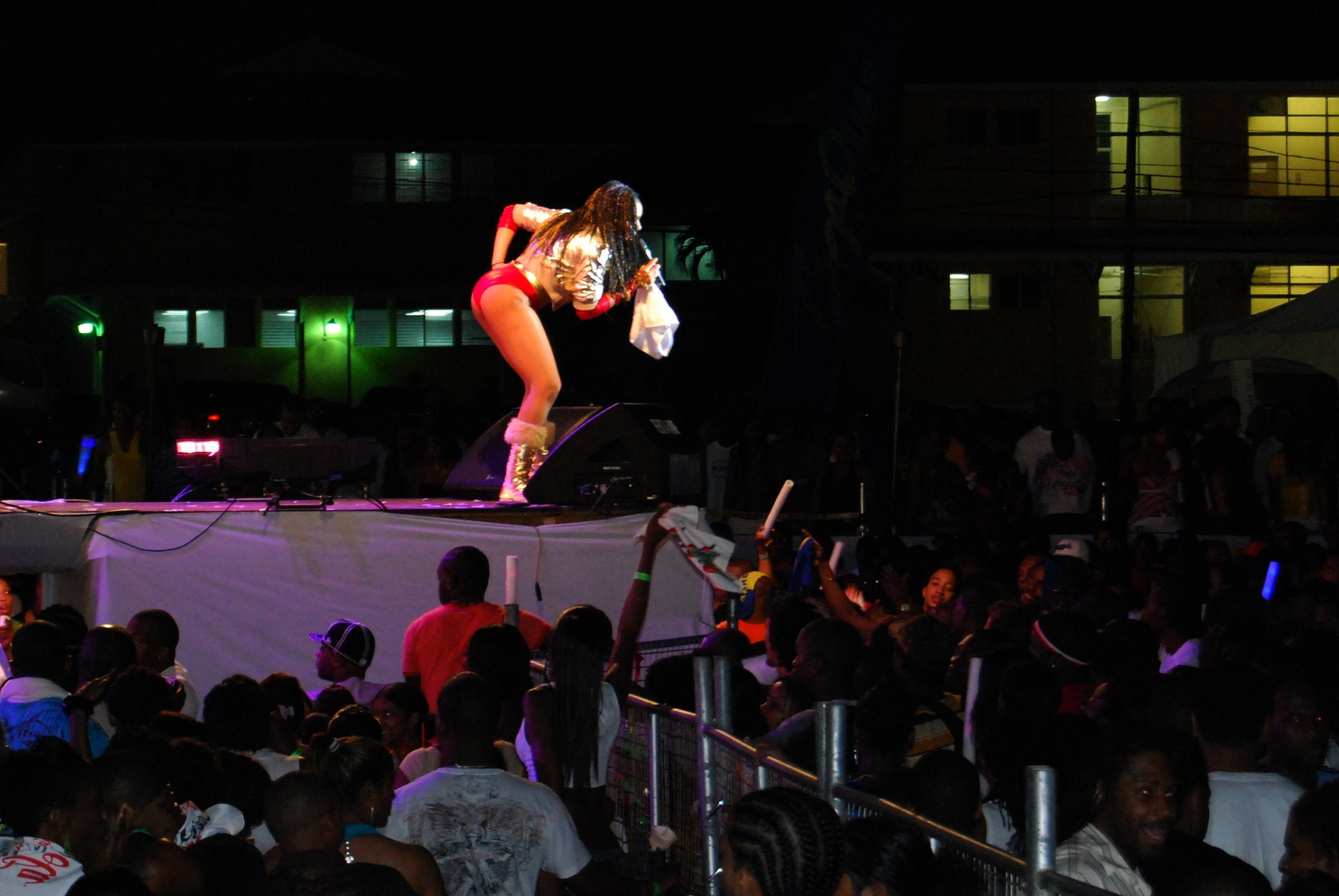
2009年、セント・オーガスティン校で行われたUWI Splashにおけるデストラ・ガルシア公演の様子

本学の前身は1948年、西インド諸島地域において「経済と文化の可能性を拓く」ことを目標に、ロンドン大学の海外独立法人としてジャマイカのモナに設立された西インド諸島ユニバーシティ・カレッジ (The University College of the West Indies, UCWI) である。また、セント・オーガスティン校の前身は1960年に設立されたインペリアル・カレッジ・オブ・トロピカル・アグリカルチャー(Imperial College Of Tropical Agriculture ICTA)である。ケイブヒル校も1963年に設立されたICTAの分校がその前身である。
1950年、本学は西インド諸島大学と名前を変え、アリス・オブ・オールバニ、アスローン伯爵夫人が初代総長に就任した。また、黒人初のノーベル経済学賞受賞者であるセントルシア出身の開発経済学者アーサー・ルイスは、1958年から1960年の間UCWIの総長を、1960年から1963年の間は本学の副総長を務めた。
1962年に本学はロンドン大学との提携関係から完全に独立した。
ルイスの後を次いで1963年からはフィリップ・シャーロックが、1969年から1974年まではロイ・マーシャルが副総長を務めた。1974年からはアストン・ザカリア・プレストンが副総長を務めたが、1986年7月24日、職務中に急死してしまった。
1988年からの副総長はアリスター・マッキンタイアであった。マッキンタイアは1998年に名誉退職した。1998年から2004年はレックス・ネトルフォードが務めた。2009年現在の副総長はナイジェル・ハリスである。
2009年には中華人民共和国の習近平副主席がモナ校を訪問し、同校に孔子学院が併設されることが決定した。

## 主な卒業生
本学は合計8名の首相・大統領経験者を輩出しているほか、様々な分野に人材を輩出している。
- アンドリュー・ホルネス - ジャマイカの首相。
- カムラ・パサード＝ビセッサー - トリニダード・トバゴの首相。
- ブルース・ゴールディング - ジャマイカの元首相。
- P・J・パターソン - ジャマイカの元首相。
- デレク・ウォルコット - セントルシアの詩人。ノーベル文学賞受賞者。
- マーク・ブラントリー（英語版） - セントクリストファー・ネイビス内のネイビス島首相。
- ティモシー・ハリス（英語版） - セントクリストファー・ネイビスの首相。
- デンジル・ダグラス - セントクリストファー・ネイビスの元首相。
- ラルフ・ゴンサルヴェス - セントビンセント・グレナディーンの首相。